# Lutas nos Jogos Olímpicos de Verão da Juventude de 2010 - Greco-romana até 69 kg masculino
A competição da categoria até 69 kg masculino da luta greco-romana nos Jogos Olímpicos de Verão da Juventude de 2010 foi disputada no dia 15 de agosto no Centro Internacional de Convenções, em Cingapura. Um total de oito lutadores participou deste evento, limitado a atletas com peso corporal inferior a 69 quilogramas. Ao contrário dos Jogos Olímpicos de Verão, nos Jogos da Juventude foi distribuída apenas uma medalha de bronze por categoria.

## Medalhistas
| Ouro   | KAZ Zhanibek Kandybayev |
| Prata  | TUR Musa Gedik          |
| Bronze | IRI Yousef Ghaderian    |

## Resultados
Os lutadores competiram entre si dentro das duas chaves. Os primeiros colocados de cada chave disputaram o ouro e os segundos colocados o bronze.

### Preliminares

#### Grupo A
| Pos | Atleta                | PC | PT | L | V | D |
| --- | --------------------- | -- | -- | - | - | - |
| 1   | TUR Musa Gedik        | 10 | 16 | 3 | 3 | 0 |
| 2   | IRI Yousef Ghaderian  | 6  | 15 | 3 | 2 | 1 |
| 3   | ALG Abdelkrim Ouakali | 6  | 19 | 3 | 1 | 2 |
| 4   | SYR Ahmad Darwish     | 1  | 1  | 3 | 0 | 3 |

| IRI Yousef Ghaderian  | 3-1 | ALG Abdelkrim Ouakali | (PT: 4-5) |
| TUR Musa Gedik        | 3-1 | SYR Ahmad Darwish     | (PT: 9-1) |
| IRI Yousef Ghaderian  | 0-4 | TUR Musa Gedik        | (PT: 3-3) |
| ALG Abdelkrim Ouakali | 4-0 | SYR Ahmad Darwish     | (PT: 8-0) |
| IRI Yousef Ghaderian  | 3-0 | SYR Ahmad Darwish     | (PT: 8-0) |
| ALG Abdelkrim Ouakali | 1-3 | TUR Musa Gedik        | (PT: 6-4) |

#### Grupo B
| Pos | Atleta                      | PC | PT | L | V | D |
| --- | --------------------------- | -- | -- | - | - | - |
| 1   | KAZ Zhanibek Kandybayev     | 10 | 27 | 3 | 3 | 0 |
| 2   | BLR Aliaksandr Nedashkouski | 8  | 19 | 3 | 2 | 1 |
| 3   | COL Carlos Valor            | 5  | 14 | 3 | 1 | 2 |
| 4   | NCA José Gonzalez           | 0  | 0  | 3 | 0 | 3 |

| BLR Aliaksandr Nedashkouski | 4-0 | NCA José Gonzalez       | (PT: 9-0)  |
| KAZ Zhanibek Kandybayev     | 3-1 | COL Carlos Valor        | (PT: 10-0) |
| BLR Aliaksandr Nedashkouski | 1-3 | KAZ Zhanibek Kandybayev | (PT: 2-4)  |
| NCA José Gonzalez           | 0-4 | COL Carlos Valor        | (PT: 0-14) |
| BLR Aliaksandr Nedashkouski | 3-0 | COL Carlos Valor        | (PT: 8-0)  |
| NCA José Gonzalez           | 0-4 | KAZ Zhanibek Kandybayev | (PT: 0-13) |

### Fase final

#### Disputa pelo 7º lugar
| SYR Ahmad Darwish | 3-1 | NCA José Gonzalez | (PT: 8-1) |

#### Disputa pelo 5º lugar
| ALG Abdelkrim Ouakali | 3-1 | COL Carlos Valor | (PT: 4-2) |

#### Disputa pelo bronze
| IRI Yousef Ghaderian | 3-1 | BLR Aliaksandr Nedashkouski | (PT: 10-4) |

#### Final
| TUR Musa Gedik | 1-3 | KAZ Zhanibek Kandybayev | (PT: 1-3) |

## Classificação final
| Pos.              | Atleta                      |
| ----------------- | --------------------------- |
| Medalha de ouro   | KAZ Zhanibek Kandybayev     |
| Medalha de prata  | TUR Musa Gedik              |
| Medalha de bronze | IRI Yousef Ghaderian        |
| 4                 | BLR Aliaksandr Nedashkouski |
| 5                 | ALG Abdelkrim Ouakali       |
| 6                 | COL Carlos Valor            |
| 7                 | SYR Ahmad Darwish           |
| 8                 | NCA José Gonzalez           |